# 维罗莱
维罗莱（法語：Virollet，法語發音：[viʁɔlɛ]）是法国滨海夏朗德省的一个市镇，位于该省中南部，属于桑特区。

## 地理
维罗莱（45°33'1"N, 0°43'6"W）面积10.01 平方千米，位于法国新阿基坦大区滨海夏朗德省，该省份为法国西部滨海省份，北起旺代省，西临大西洋，南至吉倫特省，东南接多爾多涅省，东北接德塞夫勒省接壤，东临夏朗德省。
与维罗莱接壤的市镇（或旧市镇、城区）包括：布里苏莫尔塔涅、舍纳克-圣瑟兰迪泽、埃帕尔涅、热莫扎克、吉伦特河畔莫尔塔涅、圣安德烈德利东、瑟德尔河畔圣日耳曼。

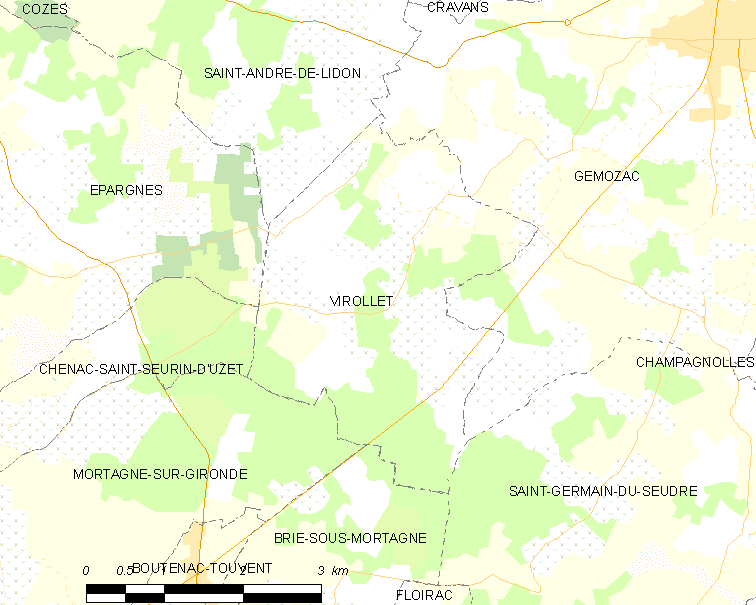
维罗莱的OSM定位图

维罗莱的时区为UTC+01:00、UTC+02:00（夏令时）。

## 行政
维罗莱的邮政编码为17260，INSEE市镇编码为17479。

## 政治
维罗莱所属的省级选区为桑通日-河口县。

## 人口

1962-2008年间维罗莱人口变化图示

维罗莱于2022年1月1日时的人口数量为298人。